# Resolució 2336 del Consell de Seguretat de les Nacions Unides
La Resolució 2336 del Consell de Seguretat de les Nacions Unides fou adoptada per unanimitat el 31 de desembre de 2016. Fou elaborada per Rússia i Turquia i recolzava l'intent de mediació d'ambdós països d'aconseguir un nou alto el foc i un procés polític a Síria i donar-li més legalitat. Amb el text, el Consell de Seguretat no va donar suport a l'alto el foc, sobre el qual ja s'havia arribat a un acord.

## Observacions
El representant estatunidenc va dir que els membres del Consell de Seguretat havien estat informats de la proposta russo-turca l dia anterior, i encara no tenien coneixement de tots els detalls disponibles. Els Estats Units van votar a favor perquè el text era un "equilibri correcte entre l'optimisme atent i la necessitat realista de veure com es duria a terme". Quedava per veure com es podien reconciliar les parts.
El representant francès va dir que el seu país donaria suport a qualsevol iniciativa que estalviaria les vides síries o que acabés amb la crisi, i per això van votar a favor. No obstant això, no se sabia quins grups formaven part de l'acord ni fins a quin punt estaven darrere d'ell, i que es consideraven grups terroristes. Altres representants van afegir que l'acord havia d'avançar els esforços sota el lideratge de l'Enviat Especial de l'ONU per a Síria. També es van plantejar preguntes durant l'ofensiva del govern sirià juntament amb Hesbol·là a l'ofensiva de Wadi Barada.
El representant rus no havia volgut dir res al principi, ja que considerava que la resolució parlava per si mateixa, però va dir que l'acord assolit era fruit d'esforços enormes i de moltes converses i que era important que el Consell de Seguretat l'hagués aprovat. Els que puguin o no vulguin ajudar no han de complicar els assumptes sembrant dubtes i repetint clixés antiquats.

## Contingut
El Consell de Seguretat va apreciar i donar suport a la mediació de Rússia i Turquia per arribar a un alto el foc i iniciar un procés polític a Síria. L'única solució al conflicte en aquest país era un procés polític liderat per Síria. Un pas important en aquesta era la conversa planificada entre el govern sirià i els representants de l'oposició a Astana que va precedir la represa de les negociacions dirigides per les Nacions Unides a Ginebra el 8 de febrer de 2017.